# Глонті Теодор Зурабович
Теодор (Тедо) Зурабович Глонті (груз. თევდორე ღლონტი; 1888–1937) — грузинський політик, член Установчих зборів, ректор Тбіліського державного університету в 1926-28, нарком фінансів і комунального господарства у 1934 році.

## Біографія
Народився в селянській родині. Після закінчення Ланчхутської двокласної школи навчався в міській школі Поті. У 1903—1904 роках навчався екстерном у Батумській гімназії. Він цікавився політичною економією, читав праці Желєзнова, Богданова, Чупрова. Був членом меншовицької фракції РСДРП. У 1905—1906 роках в Ланчхуті очолював читацькі гуртки, засновані соціал-демократичною партією. Його перший фейлетон «Чи буде розгромлений рух?» опубліковано в газеті «Ельва». У 1906 році адміністративно висланий із села за співпрацю з соціал-демократичною пресою. Згодом навчався на Вищих комерційних курсах у Санкт-Петербурзі, вивчав грузинську економіку, читав у Петрограді кілька лекцій з європейської аграрної економіки. У 1909 році почав співпрацювати з грузинськими газетами Петербурга. Після закінчення школи залишив Петербург і працював у Баку.
З 1912 року був членом Революційної партії соціалістів-федералістів Грузії і одним з її лідерів. У 1913—1914 роках співпрацював лише з соціалістично-федералістичною пресою, писав про зрошення, меліорацію, кредитні, міські та державні питання. У 1915—1916 роках очолював ліве крило партії. Його кілька разів заарештовували під політичним приводом. З листопада 1917 року був членом Національної ради Грузії, а потім депутатом парламенту Грузії. 15 квітня 1919 року став депутатом Установчих зборів замість Йосеба Гедеванішвілі. У 1919 році Глонт заснував газету «Звірті», а в 1919—1921 роках був редактором «Народної газети» (Сахалхо Пурцелі).
У 1921 році, після радянської окупації Грузії, Глонті залишився в Грузії і з дозволу ревкому почав друкувати соціалістично-федералістську газету. У газеті він закликав громадськість до співпраці з новою владою. З 1922 року — член ЦВК Грузинської РСР і Закавказзя, завідувач фінансового відділу виконкому Тбіліської міської ради. У 1922 р. був редактором лівої соціалістично-федералістської газети «Трибуна». У листопаді 1923 року партія приєдналася до Комуністичної партії. З 1923 року — представник наркома фінансів СРСР у Грузії. У 1924 році Теодор Глонті вступив до Комуністичної партії. З 1925 року — заступник представника ЗСФСР у Москві.
22 червня 1926 року Глонті призначений ректором Тбіліського державного університету. На цій посаді він замінив Іване Джавахішвілі.
1928 року Теодор Глонті був постійним представником ЗСФСР в Держкомраді СРСР, потім у правлінні Товариства експорту марганцю в Берліні. З 1930 року член правління Цекавширі — Центральної спілки споживчої кооперації Грузії, потім обіймав посаду наркома комунального господарства ЗРФСР. У 1933—1936 роках працював директором Комунального банку Грузії, у квітні 1934 року призначений наркомом фінансів Грузії та наркомом комунального господарства. Наприкінці життя працював начальником планово-фінансового відділу Наркомхарчпрому Грузії.
15 червня 1937 року його звинуватили у причетності до контрреволюційної організації та шкідливій діяльності. 10 липня 1937 року засуджений до розстрілу.

## Публікації
- «Землеволодіння дворянства в Грузії»
- «Становище селянства в Грузії»
- «Робітниця в Грузії»
- «Аграрне питання в Грузії»
- «Статистика грузинського народу»
- «Російський імперіалізм у Грузії»
- «Національне питання і соціал-демократія»
- «Війна і федералізм»
- «Ероба в Грузії» (1915).[3]
- «Меншовики і Радянська Грузія» (1926).)